# EBSA-Senioren-Snookereuropameisterschaft
Die EBSA-Senioren-Snookereuropameisterschaft (engl. EBSA European Masters Snooker Championship) ist ein Snookerturnier, das seit 2000 ausgetragen wird.

## Geschichte
Austragender Verband ist die European Billiards and Snooker Association. Teilnahmeberechtigt sind nur Spieler, die mindestens 40 Jahre alt sind.
Rekordsieger ist, wie auch bei der Senioren-WM, der Waliser Darren Morgan, der seit 2007 13 Titel gewann.

## Die Turniere im Überblick
| Jahr | Austragungsort      | Sieger          | Ergebnis | Finalist          | Halbfinalisten 1   |
| ---- | ------------------- | --------------- | -------- | ----------------- | ------------------ |
| 2000 | Stirling            | Joe Delaney     | 5:2      | John Caven        | Ron Jones          |
| 2000 | Stirling            | Joe Delaney     | 5:2      | John Caven        | Mick Kane          |
| 2001 | Riga                | Eugene Hughes   | 6:3      | Joe Delaney       | Winston Dwyer      |
| 2001 | Riga                | Eugene Hughes   | 6:3      | Joe Delaney       | Jónas Erlingsson   |
| 2002 | Kalisz              | Ron Jones       | 6:1      | Eugene Hughes     | Joe Delaney        |
| 2002 | Kalisz              | Ron Jones       | 6:1      | Eugene Hughes     | Eddie Ingle        |
| 2003 | Bad Wildungen       | Ron Jones       | 6:4      | Joe Delaney       | John Terry         |
| 2003 | Bad Wildungen       | Ron Jones       | 6:4      | Joe Delaney       | Eugene Hughes      |
| 2004 | Völkermarkt         | Alan Trigg      | 6:4      | Ron Jones         | Joe Delaney        |
| 2004 | Völkermarkt         | Alan Trigg      | 6:4      | Ron Jones         | Colin Mitchell     |
| 2005 | Ostrów Wielkopolski | Michael Maguire | 6:2      | Eugene Hughes     | Alan Trigg         |
| 2005 | Ostrów Wielkopolski | Michael Maguire | 6:2      | Eugene Hughes     | Joe Delaney        |
| 2006 | Constanța           | Jyri Virtanen   | 6:4      | Kimmo Lång        | Michael Maguire    |
| 2006 | Constanța           | Jyri Virtanen   | 6:4      | Kimmo Lång        | Ron Jones          |
| 2007 | Carlow              | Darren Morgan   | 6:2      | Kieran McMahon    | Brendan Cooney     |
| 2007 | Carlow              | Darren Morgan   | 6:2      | Kieran McMahon    | Eugene Hughes      |
| 2008 | Lublin              | Alan Trigg      | 6:4      | Kieran McMahon    | Stephen Merrigan   |
| 2008 | Lublin              | Alan Trigg      | 6:4      | Kieran McMahon    | Nick Pearce        |
| 2009 | Duffel              | Darren Morgan   | 6:3      | Joe Delaney       | David Brabiner     |
| 2009 | Duffel              | Darren Morgan   | 6:3      | Joe Delaney       | Ron Jones          |
| 2010 | Bukarest            | Darren Morgan   | 6:0      | Joe Delaney       | Philip Williams    |
| 2010 | Bukarest            | Darren Morgan   | 6:0      | Joe Delaney       | Mark Rowing        |
| 2011 | Sofia               | Steve Judd      | 6:4      | Alan Trigg        | Tom Gleeson        |
| 2011 | Sofia               | Steve Judd      | 6:4      | Alan Trigg        | Kurt Desplenter    |
| 2012 | Daugavpils          | Darren Morgan   | 6:0      | Steve Judd        | Yvan Van Velthoven |
| 2012 | Daugavpils          | Darren Morgan   | 6:0      | Steve Judd        | Laurent Carcel     |
| 2013 | Zielona Góra        | Darren Morgan   | 6:3      | Alan Trigg        | Ian Sargeant       |
| 2013 | Zielona Góra        | Darren Morgan   | 6:3      | Alan Trigg        | Costas Konuaris    |
| 2014 | Sofia               | Mark Tuite      | 6:5      | Alain Vandersteen | Darren Morgan      |
| 2014 | Sofia               | Mark Tuite      | 6:5      | Alain Vandersteen | Jamie Bodle        |
| 2015 | Prag                | Darren Morgan   | 6:2      | Jamie Bodle       | Joris Maas         |
| 2015 | Prag                | Darren Morgan   | 6:2      | Jamie Bodle       | Wayne Brown        |
| 2016 | Vilnius             | Darren Morgan   | 6:0      | Brendan Thomas    | Jamie Bodle        |
| 2016 | Vilnius             | Darren Morgan   | 6:0      | Brendan Thomas    | Jason Peplow       |
| 2017 | Shëngjin            | Darren Morgan   | 6:2      | Elfed Evans       | Wayne Brown        |
| 2017 | Shëngjin            | Darren Morgan   | 6:2      | Elfed Evans       | Matthew Ford       |
| 2018 | Bukarest            | Darren Morgan   | 4:2      | John Farrell      | Joris Maas         |
| 2018 | Bukarest            | Darren Morgan   | 4:2      | John Farrell      | Gary Thomson       |
| 2019 | Belgrad             | Darren Morgan   | 4:2      | Alan Trigg        | Wayne Brown        |
| 2019 | Belgrad             | Darren Morgan   | 4:2      | Alan Trigg        | Pascal Tollenaere  |
| 2021 | Albufeira           | Darren Morgan   | 4:0      | Frank Sarsfield   | Wayne Brown        |
| 2021 | Albufeira           | Darren Morgan   | 4:0      | Frank Sarsfield   | David Brown        |
| 2022 | Shëngjin            | Darren Morgan   | 4:3      | Wayne Brown       | Duncan Bezzina     |
| 2022 | Shëngjin            | Darren Morgan   | 4:3      | Wayne Brown       | Peter Bullen       |
| 2023 | Albena              | Darren Morgan   | 5:3      | Gary Milne        | Wayne Brown        |
| 2023 | Albena              | Darren Morgan   | 5:3      | Gary Milne        | Philip Williams    |
| 2024 | Albufeira           | Craig Steadman  | 5:4      | Wayne Brown       | Lee Stephens       |
| 2024 | Albufeira           | Craig Steadman  | 5:4      | Wayne Brown       | Brendan O’Donoghue |